# Xenia hicksoni
Xenia hicksoni är en korallart som beskrevs av Ashworth 1899. Xenia hicksoni ingår i släktet Xenia och familjen Xeniidae. Inga underarter finns listade i Catalogue of Life.